# Bagrat I de Imericia
Bagrat I el Menor (en georgiano: ბაგრატ მცირე, Bagrat Mts'ira; muerto en 1372), de la dinastía Bagrationi, fue rey de Imericia entre 1329 y 1330, cuando fue reducido a duque vasallo por Jorge V de Georgia.

## Carrera
Bagrat era el único hijo conocido de Miguel de Imereti, a cuya muerte le sucedió en 1329. Todavía menor de edad en esta época (de ahí, su sobrenombre mts'ira), Bagrat fue obligado a permanecer en su capital, Kutatisi, ya que las provincias estaban divididas por luchas nobiliarias. En 1330, Jorge V, el resurgente rey de Georgia oriental, aprovechó la situación y de ser pariente de Bagrat  y cruzó el Likhi Gama hasta Imereti, siendo bienvenido a por muchos Imericios, hartos de la anarquía y violencia persistentes. Imereti fue conquistado y la integridad del Reino de Georgia restaurada. De ahora en adelante, Bagrat se sentó como eristavi ("duque") en Imereti, con sede en Shorapani, bajo la tutela de Jorge V.

## Familia
En 1358, Bagrat se casó, con la aprobación de David IX de Georgia, con una hija de Qvarqvare I, un atabeg Jaqelita de Samtskhe. Tuvieron tres hijos:
- Alejandro I (muerto 1389), Duque de Imereti (1372–1378), Rey de Imereti (1387–1389).
- Jorge I (muerto 1392), Rey de Imereti (1389–1392).
- Constantino II (muerto 1401), Rey de Imereti (1396–1401).